# José Romera
José Antonio Romera Navarro (* 8. září 1987, Xirivella) je španělský fotbalový obránce, od července roku 2016 hráč klubu FC Dinamo București. Hraje na postu pravého obránce.

## Klubová kariéra

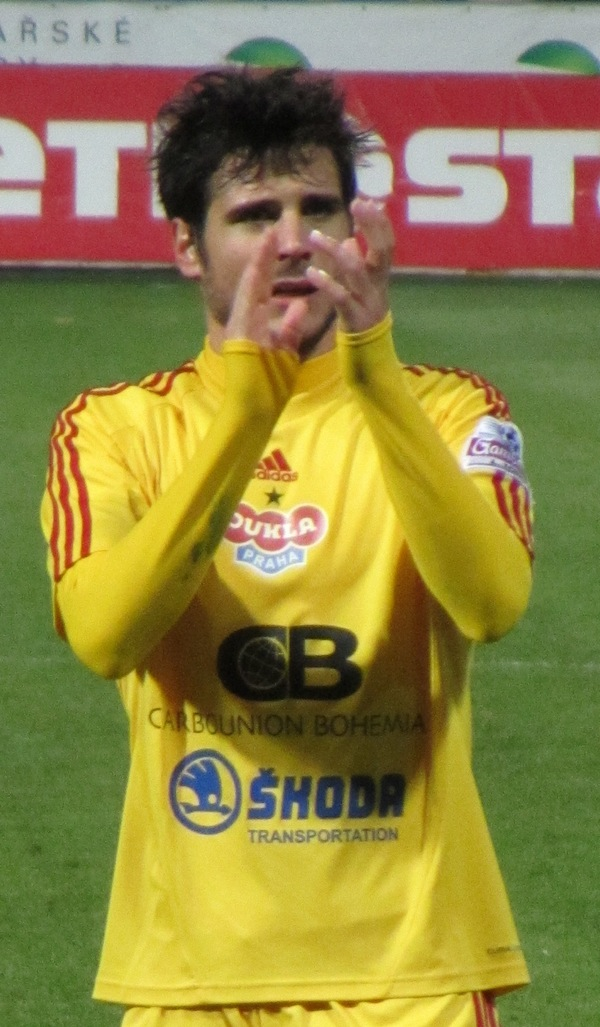
José Romera v dresu Dukly Praha (2013).

Svoji fotbalovu kariéru začal ve španělském Levante UD, odkud v roce 2005 přestoupil do CD Onda. V roce 2007 se vrátil do Levante, kde nastupoval za rezervu. V létě 2008 odešel do klubu CF Gandía.

### FK Dukla Praha
Před sezonou 2012/13 zamířil na testy z Gandíi, která v sezóně 2011/12 působila v Segunda División B (3. liga), do Dukly Praha. Na testech uspěl a začlenil se do obrany mužstva vedeného trenérem Lubošem Kozlem. V týmu podepsal roční kontrakt s následnou opcí  Byl jedním ze dvou hráčů španělské národnosti na soupisce českého prvoligového týmu ročníku 2012/13 Gambrinus ligy, tím druhým byl Pablo Gil ze Sparty Praha (momentálně bez angažmá).
V 1. české lize debutoval ve 4. kole 10. srpna 2012 v domácím utkání proti FK Teplice, odehrál závěrečných 7 minut, zápas skončil výhrou pražského celku 4:0. Od 10. kola (5. října 2012) začal nastupovat pravidelně. Po sezoně podepsal v Dukle novou dvouletou smlouvu.
První gól v 1. lize vstřelil 23. srpna 2013 v utkání proti FK Mladá Boleslav, který skončil remízou 1:1. Podruhé se trefil 30. září 2013 v utkání s Jabloncem, po centru Patrika Gedeona skóroval hlavou. Zápas skončil remízou 1:1.

### FK Baumit Jablonec
V květnu 2014 se dohodl na tříleté smlouvě s jiným českým prvoligovým klubem – Baumitem Jablonec. Za Jablonec odehrál celkem 41 ligových zápasů,v nichž jednou skóroval.

### FC Dinamo București
V červenci 2016 odešel do Rumunska, přestoupil do klubu FC Dinamo București.